# Jean-Paul Galmiche
Pour les articles homonymes, voir Galmiche.
Jean-Paul Galmiche né le 23 août 1946 à Vandrimare (Eure) est un professeur français d'hépato-gastro-entérologie. Sa famille paternelle originaire de la région vosgienne s’est installée à Rouen où Jean-Paul Galmiche effectue ses études de médecine. Chercheur, praticien et communicant de renommée internationale, il est spécialisé dans les traitements préventifs et curatifs d'hépato-gastro-entérologie ,,. Sa carrière hospitalière a été couronnée par l'attribution du Lifetime Achievement Award de la United European Gastroenterology.

## Carrière
Jean-Paul Galmiche est interne des hôpitaux de Rouen en 1969, après un an de stage dans la recherche à l'INSERM U10 sous la direction du Pr S. Bonfils, il obtient son diplôme d’État de docteur en médecine en 1974.
Il exerce de  1974 à 1975 comme assistant des Hôpitaux de Paris et chef de clinique à la faculté de médecine Bichat-Beaujon puis de 1975 à 1980 à la faculté de médecine de Rouen où il devient praticien hospitalier du CHU de 1980 à 1984.
Il est promu professeur d'hépato-gastroentérologie en 1984 à l'université de Nantes et devient chef du service d'hépato-gastroentérologie du CHU en 1995.
Durant sa carrière hospitalière, il a également assumé plusieurs présidences et responsabilités scientifiques au niveau national et européen en recherches clinique, gastro-entérologique et nutritionnelle.
Il a assuré des missions d'intérêt public en répondant aux demandes d'évaluations et d'améliorations d'institutions scientifiques et universitaires.
Il a aussi apporté son expertise  à la fondation caritative mondiale WEllcome Trust qui soutient les scientifiques chercheurs en sciences biomédicales et en sciences humaines.
Participe comme investigateur aux études thérapeutiques de la SFED.

## Travaux scientifiques

### Recherche
Les études et travaux de recherche sont de nature biologique, physiologique et nutritionnelle :
La motilité gastro-intestinale et GI pharmacologie, le reflux et œsophagite gastro-œsophagien, la physiopathologie de la barrière de la muqueuse intestinale.
Les résultats de ces recherches sont référencés PubMed.
Cette recherche a été récompensée aux Victoires de la Médecine 2010 qui promeut les innovations diagnostiques et thérapeutiques en médecine en attribuant des prix dits Victoires.

### Fondation de l’Institut de soin, recherche et enseignement IMAD
Jean-Paul Galmiche a fondé l'institut IMAD, structure originale regroupant plusieurs services prenant en charge des malades atteints de pathologies digestives diverses et des unités de recherche clinique et de recherche fondamentale labellisées par l'Institut National de la Santé et de la Recherche Médicale INSERM et de l'Institut National de la Recherche Agronomique INRA.
Cet institut, dont l'objectif principal est de favoriser une collaboration étroite entre médecins et chercheurs, s'est également doté d'une fondation d'entreprise, SantéDige destinée à soutenir la recherche et la diffusion des connaissances en hépato-gastro-entérologie.
L'IMAD a obtenu des  Victoires de la médecine en 2005, 2007 et 2010.

## Interventions médiatiques
La société civile a pu entendre et lire ses recommandations sur les maladies digestives dans les médias grand public télévision, quotidiens et hebdomadaires.
Le monde médical l'a suivi dans les médias scientifiques et conférences sur les enjeux médicaux des nouvelles technologies endoscopiques comme au Collège de France.

## Principales distinctions

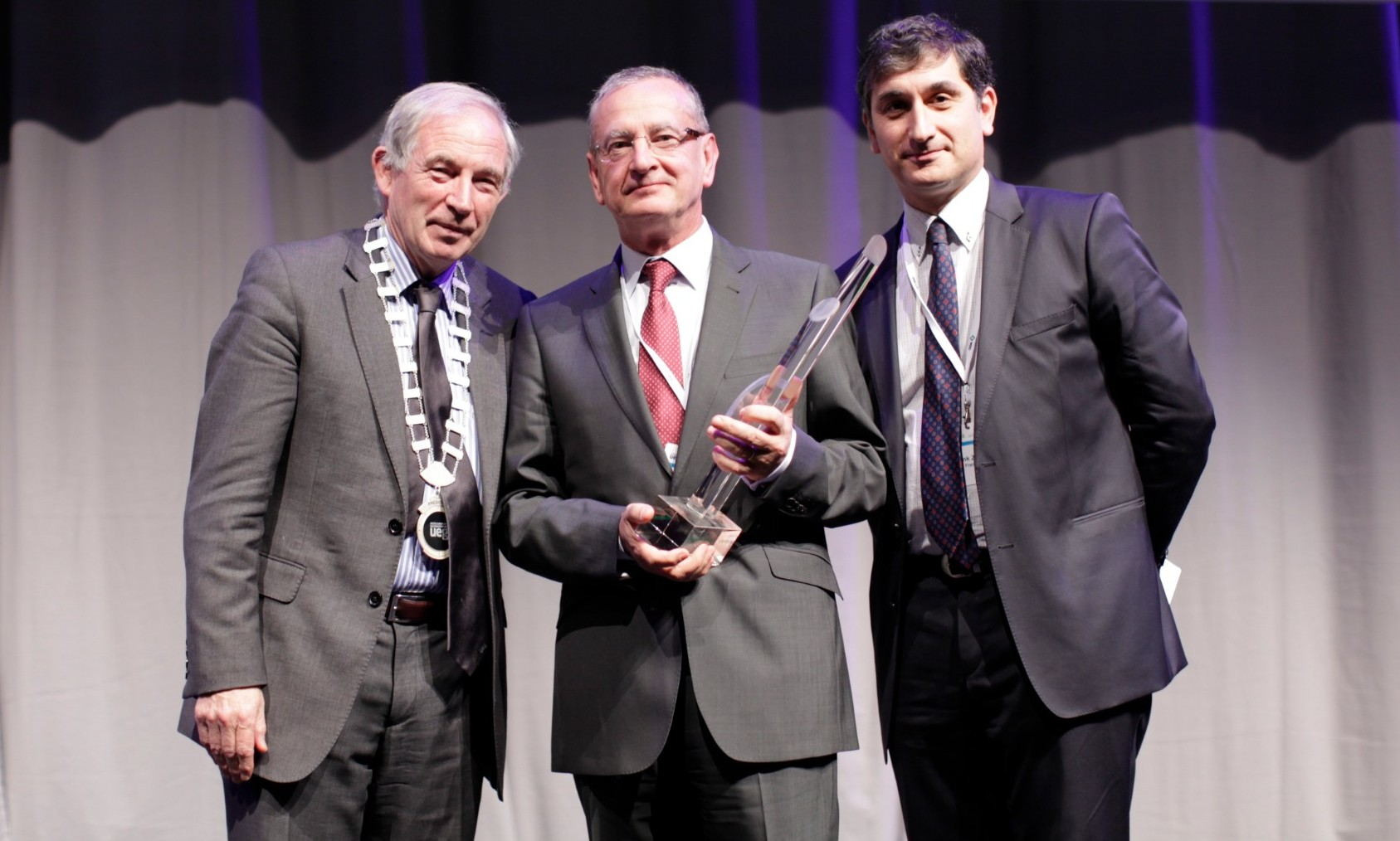
Remise du "Lifetime Achievement Award" par la Fédération européenne de gastro-entérologie (UEG) en 2012.

Jean-Paul Galmiche a reçu plusieurs distinctions honorifiques récompensant sa carrière :
- 2011 à 2012 nomination à la présidence de la Société nationale française de gastro-entérologie[15].
- 2012 distinction européenne de la "Lifetime Achievement Award"[16] de la Fédération européenne de gastro-entérologie.
- 2013 distinction mondiale promu Master of the World Gastroenterological Organization[17].
- Officier de l'ordre des Palmes académiques

- Nombreuses autres distinctions en Europe et aux États-Unis[PD 1].

## Publications et responsabilités éditoriales

### Revues scientifiques
Jean-Paul Galmiche a collaboré dans de nombreuses revues scientifiques aux fonctions de rédacteur en chef, Comité de rédaction, auteur et reviewer.
Rédacteur en chef de Gastroentérologie Clinique et Biologique, il a aussi écrit en langue française et anglaise 530 publications scientifiques dont 320 indexées Pubmed.